# Alam-Linda
Alam-Linda (tiếng Abkhaz: Аладахьтәи Линда, tiếng Gruzia: ქვემო ლინდა), có nghĩa là 'Thượng-Linda' hay Kummi küla is a village là một làng ở Abkhazia, Gruzia.
Ngôi làng được người Estonia lập nên vào thế kỷ 19. Nơi đây từng có trường học và nhà nguyện riêng, hội hát "Koidula" và dàn hợp xướng. Tính đến năm 2011, có lẽ không còn người Estonia nào sống ở đây.